# Eupholidoptera lyra
Eupholidoptera lyra is een rechtvleugelig insect uit de familie sabelsprinkhanen (Tettigoniidae). De wetenschappelijke naam van deze soort werd voor het eerst geldig gepubliceerd in 1942 door Boris Petrovich Uvarov.